# Gmina Września
Die Gmina Września ist eine Stadt-und-Land-Gemeinde im Powiat Wrzesiński der Woiwodschaft Großpolen in Polen. Sitz des Powiats und der Gemeinde ist die gleichnamige Stadt (deutsch Wreschen) mit etwa 30.700 Einwohnern.

## Geographie

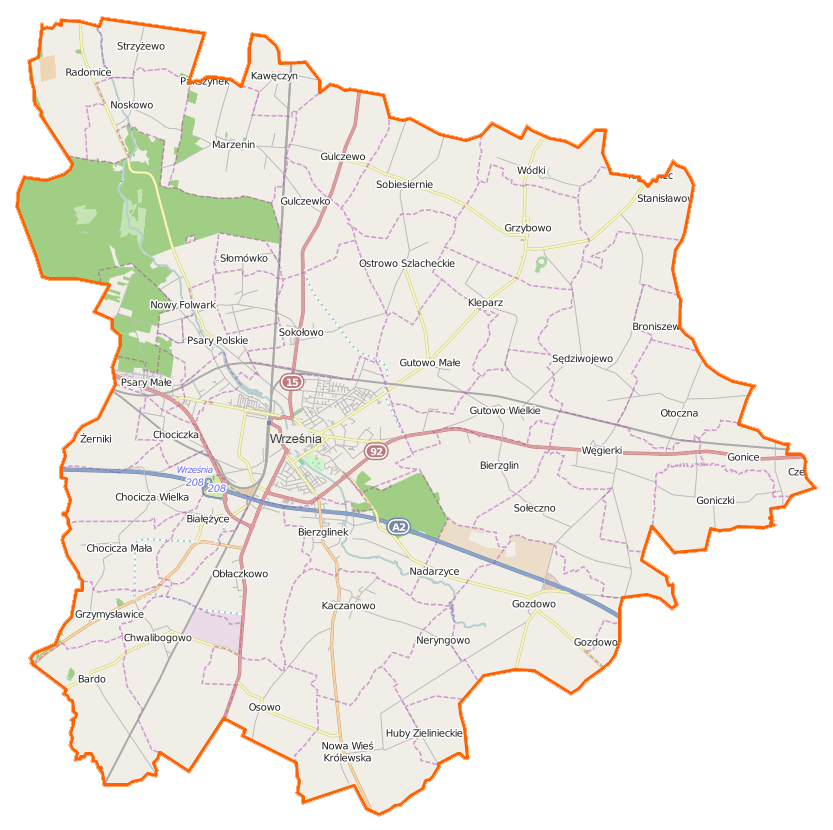
Karte der Gemeinde

Die Gemeinde liegt im östlichen Teil der Woiwodschaft. Die Woiwodschafts-Hauptstadt Posen liegt etwa 45 Kilometer westlich, Gniezno (Gnesen) etwa 15 Kilometer nördlich. Nachbargemeinden sind die Gemeinden Czerniejewo im Nordwesten und Niechanowo im Norden, Witkowo im Nordosten, Strzałkowo im Osten, Kołaczkowo und Miłosław im Süden sowie Dominowo und Nekla im Westen.
Die 49 Kilometer lange Wrześnica fließt durch die Gemeinde und ihren Hauptort.
Die Gemeinde hat eine Fläche von 221,8 km², von der 82 Prozent land- und acht Prozent forstwirtschaftlich genutzt werden.

## Geschichte
Das heutige Gemeindegebiet gehörte unterbrochen durch die deutsche Besatzungszeit im Zweiten Weltkrieg von 1919 bis 1975 zur Woiwodschaft Posen mit unterschiedlichem Zuschnitt. – Die deutsche Minderheit wurde nach dem Weltkrieg vertrieben.
Die seit 1934 bestehenden Landgemeinden Września-Północ und Września-Południe (1939–1945 die Amtsbezirke Wreschen-Nord und Wreschen-Süd) wurden 1954 aufgelöst und wiederholt in verschiedene Gromadas umgewandelt.
Die Landgemeinde Września besteht seit dem 1. Januar 1973. Von 1975 bis 1998 gehörte das Gemeindegebiet zur beträchtlich verkleinerten Woiwodschaft Posen. Der Powiat wurde in dieser Zeit aufgelöst. Stadt- und Landgemeinde Września wurden 1990/1991 zur Stadt-und-Land-Gemeinde zusammengelegt. Diese gehört seit 1999 zur Woiwodschaft Großpolen und zum wieder eingerichteten Powiat Wrzesiński.

### Gemeindepartnerschaften
- Bruz, Frankreich
- Garbsen, Deutschland
- Nottingham, Vereinigtes Königreich

## Gliederung
Zur Stadt-und-Land-Gemeinde (gmina miejsko-wiejska) Września mit 47.425 Einwohnern (Stand 31. Dezember 2020) gehören die Stadt selbst und 33 Dörfer (deutsche Namen, amtlich bis 1945) mit Schulzenämtern (sołectwa):
| Name                  | deutscher Name (1815–1918)                                                  | deutscher Name (1939–1945)                          |
| --------------------- | --------------------------------------------------------------------------- | --------------------------------------------------- |
| Bardo                 | Bardo                                                                       | Bardenhofen                                         |
| Bierzglin             | Bierzglin 1906–1918 Bierschlin                                              | Raymannsruh                                         |
| Bierzglinek           | Bierzglinek                                                                 | Burgdorf                                            |
| Chocicza Mała         | Klein Chocicza 1906–1918 Klein Gottschütz                                   | Klein Gottschütz                                    |
| Chocicza Wielka       | Groß Chocicza 1906–1918 Groß Gottschütz                                     | Groß Gottschütz                                     |
| Chociczka             | Chocicza                                                                    | Feldhofen                                           |
| Chwalibogowo          | Chwalibogowo                                                                | 1939–1943 Lobau 1943–1945 Dietrichsfelde            |
| Gonice                | Neuhausen                                                                   | Neuhausen                                           |
| Goniczki              | Goniczki 1906–1918 Jagenau                                                  | Jagenau                                             |
| Gozdowo               | – Gut Gozdowo 1906–1918 Gut Gosdau – Gozdowo                                | – Gut Gosdau – Gosdau                               |
| Grzybowo              | – Gut Grzybowo Chrzanowice 1906–1918 Gut Grzybowo – Gut Grzybowo Rabierzyce | – Gut Grünhof – Pilzhof                             |
| Gulczewo              | Gulczewo                                                                    | Gülz                                                |
| Gutowo Małe           | – Gut Klein Gutowy 1906–1918 Neu Scheda – Klein Gutowy                      | – Neu Scheda – Neuscheidt                           |
| Gutowo Wielkie        | – Gut Groß Gutowy 1906–1918 Guthof – Groß Gutowy 1906–18 Klein Scheda       | – Guthof – Klein Scheda                             |
| Kaczanowo             | Kaczanowo                                                                   | Entenau                                             |
| Kleparz               | Kleparz                                                                     | Kleppel                                             |
| Marzenin              | Marzenin                                                                    | Märzen                                              |
| Nowa Wieś Królewska   | Königlich Neudorf                                                           | 1939–1943 Königlich Neudorf 1943–1945 Königsneudorf |
| Obłaczkowo            | Oblaczkowo 1906–1918 Oblatschkowo                                           | 1939–1943 Runddorf 1943–1945 Kringeln               |
| Osowo                 | Osowo                                                                       | ?                                                   |
| Otoczna               | Otoczno                                                                     | Breitenlehm                                         |
| Psary Małe            | Klein Psary Hauland 18??–1918 Waldhorst                                     | Waldhorst                                           |
| Psary Polskie         | Polnisch Psary                                                              | Feldkamp                                            |
| Psary Wielkie         | Groß Psary Hauland 1913–1918 Buschwald                                      | Feldkamp Abbau                                      |
| Sędziwojewo           | Sendschau                                                                   | Sendschau                                           |
| Słomowo               | Slomowo                                                                     | Korndorf                                            |
| Sobiesiernie          | Neu Teklenburg                                                              | Neu Teklenburg                                      |
| Sokołowo              | Sokolowo                                                                    | 1939–1943 Adlerhorst 1943–1945 Falkenhorst          |
| Sołeczno              | Soleczno                                                                    | Salzwerder                                          |
| Stanisławowo          | Stanislawowo                                                                | Stanau                                              |
| Strzyżewo             | Strzyzewo Czerniejewo 1906–1918 Karlsruh                                    | Karlsruh                                            |
| Węgierki (mit Palast) | Wengierki                                                                   | Wilhelmsau                                          |
| Wódki                 | Wudki                                                                       | Löwental                                            |

Kleinere Ortschaften und Siedlungen sind den Schulzenämtern zugeordnet. Zawodzie, (1939–1945) Waltershöhe, gehört heute zur Stadt Września.
| Name                | deutscher Name (1815–1918) | deutscher Name (1939–1945) |
| ------------------- | -------------------------- | -------------------------- |
| Białężyce           | Bialenzyce Gut             | Bilsenau                   |
| Broniszewo          | Broniszewo                 | Bronhofen                  |
| Czachrowo           | Zawodzie Hufen             | ?                          |
| Dębina              | Eichwald                   | Eichwald                   |
| Gozdowo-Młyn        | Gozdowo Mühle              | ?                          |
| Grzymysławice       | Grzymyslawice              | Grimslau                   |
| Gulczewko           | Gulczewko                  | Guldenhof                  |
| Kawęczyn            | Kawenczyn                  | Rübenau                    |
| Marzelewo           | Marzelewo, Oberförsterei   | ?                          |
| Młynek              | ?                          | ?                          |
| Nadarzyce           | Nadarczyce                 | Schönhausen                |
| Neryngowo           | Nehringswalde              | Nehringswalde              |
| Noskowo             | Noskowo                    | Nassau                     |
| Nowy Folwark        | Neuvorwerk                 | Neuvorwerk                 |
| Ostrowo Szlacheckie | Adlig Ostrowo              | Adelshof                   |
| Przyborki           | Vorwerk Przyborki          | ?                          |
| Radomice            | Radomice                   | Buchenheim                 |
| Słomówko            | Slomowko                   | ?                          |
| Słomówko            | Slomowko                   | ?                          |
| Sokołówko           | Vorwerk Sokolowko          | ?                          |
| Żerniki             | Zerniki                    | Tigertal                   |

## Wirtschaft
Stadt und Gemeinde profitierten von der guten Verkehrslage und der Einrichtung einer Sonderwirtschaftszone. Im Werk der Volkswagen AG in Września wird seit 2017 der VW Crafter hergestellt.

## Verkehr
Die Gemeinde und ihr Hauptort liegen an der Autobahn A2, die von Berlin über Posen im Westen nach Warschau im Osten führt. Parallel verläuft die Landesstraße DK92 von Posen nach Słupca (Slupca), Konin und Łowicz (Lowitsch). Die kreuzende Landesstraße DK15 verbindet die Gemeinde über Krotoszyn (Krotoschin) mit Trzebnica (Trebnitz) in der Woiwodschaft Niederschlesien. Im Norden führt diese über Gniezno (Gnesen) und Toruń (Thorn) nach Ostróda (Osterode) in der Woiwodschaft Ermland-Masuren. In südlicher Richtung führt die Woiwodschaftsstraße DW432 über Środa Wielkopolska (Schroda) und Śrem (Schrimm) nach Leszno (Lissa) und die DW442 über Pyzdry (Pyzdry) und Gizałki (Gizalki) nach Kalisz (Kalisch).
An der Bahnstrecke Warschau–Posen–Berlin bestehen der Bahnhof Września und die Haltepunkte Otoczna sowie Gutowo Wielkopolskie in Gutowo Wielkie. Die in Września kreuzende Bahnstrecke Krotoszyn–Gniezno mit den Haltepunkten in Chwalibogowo und Marzenin wird seit 2018 wieder von wenigen Zugpaaren im Regionalverkehr bedient.
Der nächste internationale Flughafen ist Poznań-Ławica.